# Ammocycloloculina
Ammocycloloculina es un género de foraminífero bentónico de la subfamilia Cyclolininae, de la familia Cyclolinidae, de la superfamilia Cyclolinoidea, del suborden Cyclolinina y del orden Loftusiida. Su especie tipo es Spirocyclina erratica. Su rango cronoestratigráfico abarca el Infravalanginiense (Cretácico inferior).

## Discusión
Clasificaciones previas incluían Ammocycloloculina en el suborden Textulariina y en el orden Textulariida.

## Clasificación
Ammocycloloculina incluye a la siguiente especie:
- Ammocycloloculina erratica